# NGC 2740
NGC 2740 este o galaxie spirală situată în constelația Ursa Mare. A fost descoperită în 17 februarie 1831 de către John Herschel.